# Venceslau II, Duque da Boémia
Venceslau II (Praga, 1137 — 1192) foi um duque da Boémia, sendo filho de Sobeslau I da Boémia e da sua esposa, Adelaide da Hungria. Governou entre 1191 e 1192, sendo antecedido pelo de Conrado II da Boémia, primeiro marquês da Morávia, e sucedido pelo governo de Otacar I, primeiro rei da Boémia. 
Governou na Morávia, especificamente nas áreas/ducados de Brno e Olomouc, a partir de 1174, mas em 1179, foi deposto pelo duque Frederico da Boémia, que deu Olomouc ao irmão,Otacar e Brno a Conrado, que viria a unificar a Morávia tornando-se no seu primeiro marquês.
Tendo acesso ao trono da Boémia, governou por três meses, antes de ser deposto por Otacar, irmão de Frederico. tentou obter a proteção do Imperador Henrique VI, mas foi capturado pelo marquês Conrado II da Lusácia, que o manteve cativo durante o resto da vida.